# Ганс Аілбоут
Ганс Аілбоут (нім. Hans Ailbout; нар. 2 липня 1879, Крефельд — пом. 1 вересня 1957, Берлін) — німецький композитор і педагог.

## Життєпис
Маючи музичну освіту, Аілбоут викладав у консерваторії рідного Крефельда, згодом в Консерваторії Штерна. Близько 1907-го року заснував консерваторію ім. Моцарта в столичному Вільмерсдорфі і посів місце директора закладу.
Його творчість переважно складається з фортепіанних п'єс та музики до кінофільмів. Ноти його найвідомішого з творів для духового оркестру — «Im Rosengarten von Sanssouci» — зберігаються серед видатних музичних зібрань в національній бібліотеці Лейпцигу.
Також відомий як композитор маршових творів. Парадний марш Аілбоута «Wir präsentieren» посів 1-е місце за версією берлінського видаництва Верлага Шерла 1912-го року. Згодом клавір композиції було надруковано в «Fürs Vaterland. 27 Armeemärsche für Klavier.» (1923). Марш увійшов до офіційної збірки «AMS» ЗСН.